# Womrather Höhe
Die Womrather Höhe ist mit 599,1 m ü. NHN die höchste Erhebung des Lützelsoons, einem Teil des Mittelgebirges Hunsrück. Er liegt zwischen Schlierschied im Rhein-Hunsrück-Kreis und Kellenbach im Landkreis Bad Kreuznach in Rheinland-Pfalz.
Der bewaldete Berg wurde nach der 7 km nördlich des Berggipfels gelegenen Gemeinde Womrath benannt, die bis zum umfangreichen Waldtausch in der Region im Jahr 1966 auf der heutigen Schlierschieder Gemarkung drei Parzellen auf der Womrather Höhe besaß. Auf ihm liegen diese Quarzit-Felsformationen: Teufelsfels mit Aussichtsturm, Blicken- und Katzensteine.

## Geographie

### Lage
Die Womrather Höhe erhebt sich auf der Gemeindegrenze von Schlierschied im Nordwesten und Kellenbach im Südosten: In Gipfelnähe schließt sich im Süden das Gemeindegebiet von Hennweiler an, und bis auf die westlichen Hochlagen reicht das Gemeindegebiet von Woppenroth. Östlich vorbei fließt der Kellenbach (Unterlaufs des Simmerbachs) und westlich der Hahnenbach; beide werden durch an den Berghängen entspringende Bäche gespeist.

### Naturräumliche Zuordnung
Der Womrather Höhe gehört in der naturräumlichen Haupteinheitengruppe Hunsrück (Nr. 24), in der Haupteinheit Soonwald (240) und in der Untereinheit Lützelsoon und Hahnenbachdurchbruch (240.2) zum Naturraum Lützelsoon (240.20).

## Schutzgebiete
Auf der Womrather Höhe liegen Teile des Landschaftsschutzgebiets Soonwald (CDDA-Nr. 324698; 1980; 272,001 km²). An seine Flanken stoßen solche des Fauna-Flora-Habitat-Gebiets Obere Nahe (FFH-Nr. 6309-301; 56,27 km²). 2,6 km südwestlich des Gipfels befindet sich das Naturschutzgebiet Hirtenwiese im Lützelsoon (CDDA-Nr. 81877; 1960 ausgewiesen; 0,85 ha groß).

## Touristisches
Auf der Südwestflanke der Womrather Höhe liegt die Quarzit-Felsformation Teufelsfels mit Aussichtsturm. Vom auch Langer Heinrich genannten Turm besteht Aussichtsmöglichkeit über die Womrather Höhe, den Lützelsoon und seine Umgebung. Über den Berg verlaufen der Europäische Fernwanderweg E3 und der Soonwaldsteig.